# Portugalská synagoga v Amsterdamu
Portugalská synagoga v Amsterdamu zvaná Esnoga nebo Snoge je sefardská synagoga v Amsterdamu ze 17. století.
Byla vystavěna v letech 1671–1675 pro komunitu židů, kteří uprchli do Holandska z Pyrenejského poloostrova. V době své výstavby byla největší synagogou na světě. V letech 1955–1959 byla synagoga opravena a modernizována. Je národní kulturní památkou (Rijksmonument). Stala se architektonickou předlohou pro řadu pozdějších sefardských synagog.